# Bryan MacLean
Bryan MacLean, gitarrist och låtskrivare, född 25 september 1946 i Los Angeles, Kalifornien, USA, död på nämnda ställe den 25 december 1998.
Bryan MacLean var gitarrist och andra sångskrivare efter Arthur Lee i den psykedeliska musikgruppen Love från starten 1965 till 1968. Kort efter att albumet Forever Changes släppts blev han, tillsammans med alla andra musiker i gruppen, avskedade av Lee. Han var påtänkt att få spela in som soloartist, men dessa planer realiserades aldrig.
Hans mest kända sånger skrivna för Love kan sägas vara "Alone Again Or", "Orange Skies" och "Old Man".
Efter tiden med Love blev han aktiv i kristna rörelser.